# Beania
Beania é um género de briozoários pertencente à família Beaniidae.
O género tem uma distribuição cosmopolita.

## Espécies
Espécies (lista incompleta):
- Beania admiranda Packard, 1863
- Beania alaskensis Osburn, 1950
- Beania americana Vieira, Migotto & Winston, 2010
- Beania magellanica